# Shorttrack-Weltcup 2005/06
Der Shorttrack-Weltcup 2005/06 ging vom 30. September 2005 bis 20. November 2005 und wurde in vier Ländern ausgetragen. Der Weltcup umfasste aufgrund der Olympischen Winterspiele 2006 in Turin nur vier statt, wie sonst üblich, sechs Weltcupveranstaltungen.
Zu den Saisonhöhepunkten zählten neben den Olympischen Spielen die Europameisterschaften 2006 in Krynica-Zdrój, die Weltmeisterschaften 2006 in Minneapolis und die Teamweltmeisterschaften 2006 in Montreal.
Die Weltcups in Bormia und Den Haag dienten zeitgleich als Qualifikation für die Olympischen Spiele.

## Austragungsorte
In dieser Saison verteilten sich die Austragungsorte auf zwei Kontinente, auf denen jeweils zwei Weltcups ausgetragen wurde. Hangzhou und Seoul in Asien, Bormio und Den Haag in Europa.

## Damen

### Weltcup-Übersicht
| Datum                                                                          | Ort      | Disziplin      | Siegerin                                                                | Zweite                                                               | Dritte                                                               |
| ------------------------------------------------------------------------------ | -------- | -------------- | ----------------------------------------------------------------------- | -------------------------------------------------------------------- | -------------------------------------------------------------------- |
| 30. September bis 2. Oktober 2005                                              | Hangzhou | 500 m          | Wang Meng                                                               | Fu Tianyu                                                            | Ewgenija Radanowa                                                    |
| 30. September bis 2. Oktober 2005                                              | Hangzhou | 1000 m         | Wang Meng                                                               | Yang Yang (A)                                                        | Jin Sun-yu                                                           |
| 30. September bis 2. Oktober 2005                                              | Hangzhou | 1500 m         | Wang Meng                                                               | Jin Sun-yu                                                           | Byun Chun-sa                                                         |
| 30. September bis 2. Oktober 2005                                              | Hangzhou | 3000 m         | Yang Yang (A)                                                           | Ewgenija Radanowa                                                    | Nina Jewtejewa                                                       |
| 30. September bis 2. Oktober 2005                                              | Hangzhou | 3000 m Staffel | Volksrepublik ChinaYang Yang (A) Wang Meng Zhu Mi Lei Fu Tianyu         | JapanYuka Kamino Ikue Teshigawara Chikage Tanaka Mika Ozawa          | ItalienArianna Fontana Marta Capurso Mara Zini Katia Zini            |
| 30. September bis 2. Oktober 2005                                              | Hangzhou | Team           | Volksrepublik China                                                     | Südkorea                                                             | Kanada                                                               |
| 7. bis 9. Oktober 2005                                                         | Seoul    | 500 m          | Wang Meng                                                               | Fu Tianyu                                                            | Kalyna Roberge                                                       |
| 7. bis 9. Oktober 2005                                                         | Seoul    | 1000 m         | Wang Meng                                                               | Byun Chun-sa                                                         | Ewgenija Radanowa                                                    |
| 7. bis 9. Oktober 2005                                                         | Seoul    | 1500 m         | Yang Yang (A)                                                           | Ewgenija Radanowa                                                    | Jin Sun-yu                                                           |
| 7. bis 9. Oktober 2005                                                         | Seoul    | 3000 m         | Byun Chun-sa                                                            | Tatiana Borodulina                                                   | 1                                                                    |
| 7. bis 9. Oktober 2005                                                         | Seoul    | 3000 m Staffel | Volksrepublik ChinaCheng Xiaolei Yang Yang (A) Fu Tianyu Wang Meng      | SüdkoreaJeon Da-hye Byun Chun-sa Kang Yun-mi Choi Eun-kyung          | KanadaKalyna Roberge Tania Vicent Anouk Leblanc-Boucher Alanna Kraus |
| 7. bis 9. Oktober 2005                                                         | Seoul    | Team           | Volksrepublik China                                                     | Südkorea                                                             | Kanada                                                               |
| 11. bis 13. November 2005                                                      | Bormio   | 500 m          | Wang Meng                                                               | Ewgenija Radanowa                                                    | Kalyna Roberge                                                       |
| 11. bis 13. November 2005                                                      | Bormio   | 1000 m         | Jin Sun-yu                                                              | Yang Yang (A)                                                        | Tatiana Borodulina                                                   |
| 11. bis 13. November 2005                                                      | Bormio   | 1500 m         | Jin Sun-yu                                                              | Choi Eun-Kyung                                                       | Yang Yang (A)                                                        |
| 11. bis 13. November 2005                                                      | Bormio   | 3000 m         | Jin Sun-yu                                                              | Wang Meng                                                            | Byun Chun-sa                                                         |
| 11. bis 13. November 2005                                                      | Bormio   | 3000 m Staffel | SüdkoreaJeon Da-hye Choi Eun-Kyung Jin Sun-yu Byun Chun-sa              | KanadaAnouk Leblanc-Boucher Alanna Kraus Tania Vicent Kalyna Roberge | ItalienMarta Capurso Katia Zini Mara Zini Arianna Fontana            |
| 11. bis 13. November 2005                                                      | Bormio   | Team           | Kanada                                                                  | Südkorea                                                             | Volksrepublik China                                                  |
| 18. bis 20. November 2005                                                      | Den Haag | 500 m          | Wang Meng                                                               | Ewgenija Radanowa                                                    | Kalyna Roberge                                                       |
| 18. bis 20. November 2005                                                      | Den Haag | 1000 m         | Yang Yang (A)                                                           | Wang Meng                                                            | Byun Chun-sa                                                         |
| 18. bis 20. November 2005                                                      | Den Haag | 1500 m         | Jin Sun-yu                                                              | Wang Meng                                                            | Byun Chun-sa                                                         |
| 18. bis 20. November 2005                                                      | Den Haag | 3000 m         | Jin Sun-yu                                                              | Choi Eun-kyung                                                       | Allison Baver                                                        |
| 18. bis 20. November 2005                                                      | Den Haag | 3000 m Staffel | KanadaAmanda Overland Alanna Kraus Anouk Leblanc-Boucher Kalyna Roberge | DeutschlandTina Grassow Yvonne Kunze Christin Priebst Aika Klein     | 2                                                                    |
| 18. bis 20. November 2005                                                      | Den Haag | Team           | Volksrepublik China                                                     | Kanada                                                               | Südkorea                                                             |
| 20. bis 22. Januar 2006 Shorttrack-Europameisterschaften 2006 in Krynica-Zdrój |          |                |                                                                         |                                                                      |                                                                      |
| 10. bis 26. Februar 2006 Olympische Winterspiele 2006 in Turin                 |          |                |                                                                         |                                                                      |                                                                      |
| 25. und 26. März 2006 Shorttrack-Teamweltmeisterschaften 2006 in Montreal      |          |                |                                                                         |                                                                      |                                                                      |
| 31. März bis 2. April 2006 Shorttrack-Weltmeisterschaften 2006 in Minneapolis  |          |                |                                                                         |                                                                      |                                                                      |

### Weltcupstände
| Rang | Name                  | Punkte |
| ---- | --------------------- | ------ |
| 1    | Wang Meng             | 400    |
| 2    | Ewgenija Radanowa     | 392    |
| 3    | Fu Tianyu             | 389    |
| 4    | Kalyna Roberge        | 387    |
| 5    | Anouk Leblanc-Boucher | 379    |
| 6    | Alanna Kraus          | 378    |
| 7    | Jin Sun-yu            | 365    |
| 8    | Erika Huszár          | 362    |

| Rang | Name               | Punkte |
| ---- | ------------------ | ------ |
| 1    | Wang Meng          | 395    |
| 2    | Byun Chun-sa       | 386    |
| 3    | Ewgenija Radanowa  | 384    |
| 4    | Tatiana Borodulina | 368    |
| 5    | Allison Baver      | 368    |
| 6    | Hyo-Jung Kim       | 366    |
| 7    | Amanda Overland    | 365    |
| 8    | Tania Vicent       | 365    |

| Rang | Name              | Punkte |
| ---- | ----------------- | ------ |
| 1    | Jin Sun-yu        | 397    |
| 2    | Yang Yang (A)     | 390    |
| 3    | Byun Chun-sa      | 390    |
| 4    | Cheng Xiaolei     | 382    |
| 5    | Ewgenija Radanowa | 378    |
| 6    | Allison Baver     | 373    |
| 7    | Amanda Overland   | 366    |
| 8    | Hyo-Jung Kim      | 365    |

| Rang | Team                | Punkte |
| ---- | ------------------- | ------ |
| 1    | Südkorea            | 396    |
| 2    | Kanada              | 395    |
| 3    | Volksrepublik China | 390    |
| 4    | Frankreich          | 382    |
| 5    | Japan               | 380    |
| 6    | Italien             | 379    |
| 7    | Vereinigte Staaten  | 379    |
| 8    | Deutschland         | 373    |

| Rang | Team                | Punkte |
| ---- | ------------------- | ------ |
| 1    | Volksrepublik China | 398    |
| 2    | Kanada              | 395    |
| 3    | Südkorea            | 395    |
| 4    | Vereinigte Staaten  | 387    |
| 5    | Italien             | 384    |
| 6    | Japan               | 379    |
| 7    | Russland            | 369    |
| 8    | Frankreich          | 368    |

## Herren

### Weltcup-Übersicht
| Datum                                                                          | Ort      | Disziplin      | Sieger                                                  | Zweite                                                 | Dritte                                                                            |
| ------------------------------------------------------------------------------ | -------- | -------------- | ------------------------------------------------------- | ------------------------------------------------------ | --------------------------------------------------------------------------------- |
| 30. September bis 2. Oktober 2005                                              | Hangzhou | 500 m          | Li Jiajun                                               | Ahn Hyun-soo                                           | François-Louis Tremblay                                                           |
| 30. September bis 2. Oktober 2005                                              | Hangzhou | 1000 m         | Ahn Hyun-soo                                            | Li Jiajun                                              | Lee Ho-suk                                                                        |
| 30. September bis 2. Oktober 2005                                              | Hangzhou | 1500 m         | Apolo Anton Ohno                                        | Ahn Hyun-soo                                           | Li Ye                                                                             |
| 30. September bis 2. Oktober 2005                                              | Hangzhou | 3000 m         | Lee Ho-suk                                              | Ahn Hyun-soo                                           | Li Jiajun                                                                         |
| 30. September bis 2. Oktober 2005                                              | Hangzhou | 5000 m Staffel | SüdkoreaAhn Hyun-soo Lee Ho-suk Oh Se-jong Seo Ho-jin   | Volksrepublik ChinaSui Baoku Li Jiajun Li Ye Li Haonan | KanadaCharles Hamelin Mathieu Turcotte Jonathan Guilmette François-Louis Tremblay |
| 30. September bis 2. Oktober 2005                                              | Hangzhou | Team           | Südkorea                                                | Kanada                                                 | Volksrepublik China                                                               |
| 7. bis 9. Oktober 2005                                                         | Seoul    | 500 m          | Li Haonan                                               | Éric Bédard                                            | Song Suk-woo                                                                      |
| 7. bis 9. Oktober 2005                                                         | Seoul    | 1000 m         | Apolo Anton Ohno                                        | Li Jiajun                                              | Ahn Hyun-soo                                                                      |
| 7. bis 9. Oktober 2005                                                         | Seoul    | 1500 m         | Ahn Hyun-soo                                            | Mathieu Turcotte                                       | Lee Ho-suk                                                                        |
| 7. bis 9. Oktober 2005                                                         | Seoul    | 3000 m         | Apolo Anton Ohno                                        | Ahn Hyun-soo                                           | Lee Ho-suk                                                                        |
| 7. bis 9. Oktober 2005                                                         | Seoul    | 5000 m Staffel | SüdkoreaAhn Hyun-soo Lee Ho-suk Song Suk-woo Seo Ho-jin | Volksrepublik ChinaLi Ye Li Haonan Sui Baoku Li Jiajun | KanadaFrançois-Louis Tremblay Éric Bédard Charles Hamelin Mathieu Turcotte        |
| 7. bis 9. Oktober 2005                                                         | Seoul    | Team           | Südkorea                                                | Kanada                                                 | Volksrepublik China                                                               |
| 11. bis 13. November 2005                                                      | Bormio   | 500 m          | Ahn Hyun-soo                                            | Éric Bédard                                            | Apolo Anton Ohno                                                                  |
| 11. bis 13. November 2005                                                      | Bormio   | 1000 m         | Lee Ho-suk                                              | Song Suk-woo                                           | Li Ye                                                                             |
| 11. bis 13. November 2005                                                      | Bormio   | 1500 m         | Apolo Anton Ohno                                        | Lee Ho-suk                                             | Charles Hamelin                                                                   |
| 11. bis 13. November 2005                                                      | Bormio   | 3000 m         | Apolo Anton Ohno                                        | Lee Ho-suk                                             | Ahn Hyun-soo                                                                      |
| 11. bis 13. November 2005                                                      | Bormio   | 5000 m Staffel | SüdkoreaSeo Ho-jin Song Suk-woo Lee Ho-suk Oh Se-jong   | Volksrepublik ChinaLi Jiajun Li Ye Li Haonan Cui Liang | Vereinigte StaatenApolo Anton Ohno Travis Jayner J. P. Kepka Rusty Smith          |
| 11. bis 13. November 2005                                                      | Bormio   | Team           | Kanada                                                  | Südkorea                                               | Volksrepublik China                                                               |
| 18. bis 20. November 2005                                                      | Den Haag | 500 m          | Ahn Hyun-soo                                            | Li Jiajun                                              | J. P. Kepka                                                                       |
| 18. bis 20. November 2005                                                      | Den Haag | 1000 m         | Li Jiajun                                               | J. P. Kepka                                            | Ahn Hyun-soo                                                                      |
| 18. bis 20. November 2005                                                      | Den Haag | 1500 m         | Ahn Hyun-soo                                            | Lee Ho-suk                                             | Li Jiajun                                                                         |
| 18. bis 20. November 2005                                                      | Den Haag | 3000 m         | Lee Ho-suk                                              | Li Ye                                                  | Apolo Anton Ohno                                                                  |
| 18. bis 20. November 2005                                                      | Den Haag | 5000 m Staffel | SüdkoreaLee Ho-suk Song Suk-woo Ahn Hyun-soo Oh Se-jong | Volksrepublik ChinaLi Jiajun Cui Liang Li Ye Sui Baoku | Vereinigte StaatenTravis Jayner Alex Izykowski Rusty Smith Apolo Anton Ohno       |
| 18. bis 20. November 2005                                                      | Den Haag | Team           | Kanada                                                  | Südkorea                                               | Volksrepublik China                                                               |
| 20. bis 22. Januar 2006 Shorttrack-Europameisterschaften 2006 in Krynica-Zdrój |          |                |                                                         |                                                        |                                                                                   |
| 10. bis 26. Februar 2006 Olympische Winterspiele 2006 in Turin                 |          |                |                                                         |                                                        |                                                                                   |
| 25. und 26. März 2006 Shorttrack-Teamweltmeisterschaften 2006 in Montreal      |          |                |                                                         |                                                        |                                                                                   |
| 31. März bis 2. April 2006 Shorttrack-Weltmeisterschaften 2006 in Minneapolis  |          |                |                                                         |                                                        |                                                                                   |

### Weltcupstände
| Rang | Name                    | Punkte |
| ---- | ----------------------- | ------ |
| 1    | Ahn Hyun-soo            | 387    |
| 2    | Li Jiajun               | 387    |
| 3    | Kanada                  | 375    |
| 4    | François-Louis Tremblay | 374    |
| 5    | Apolo Anton Ohno        | 369    |
| 6    | Li Haonan               | 368    |
| 7    | Mathieu Turcotte        | 362    |
| 8    | Volodymyr Grygoriev     | 359    |

| Rang | Name                    | Punkte |
| ---- | ----------------------- | ------ |
| 1    | Lee Ho-suk              | 391    |
| 2    | Ahn Hyun-soo            | 387    |
| 3    | Apolo Anton Ohno        | 372    |
| 4    | Éric Bédard             | 368    |
| 5    | Li Ye                   | 366    |
| 6    | Li Jiajun               | 357    |
| 7    | François-Louis Tremblay | 354    |
| 8    | J. P. Kepka             | 353    |

| Rang | Name               | Punkte |
| ---- | ------------------ | ------ |
| 1    | Ahn Hyun-soo       | 395    |
| 2    | Lee Ho-suk         | 392    |
| 3    | Apolo Anton Ohno   | 385    |
| 4    | Li Ye              | 377    |
| 5    | Charles Hamelin    | 374    |
| 6    | Jonathan Guilmette | 368    |
| 7    | Mathieu Turcotte   | 363    |
| 8    | Maxime Châtaignier | 361    |

| Rang | Team                   | Punkte |
| ---- | ---------------------- | ------ |
| 1    | Südkorea               | 399    |
| 2    | Volksrepublik China    | 395    |
| 3    | Vereinigte Staaten     | 392    |
| 4    | Kanada                 | 390    |
| 5    | Japan                  | 380    |
| 6    | Deutschland            | 376    |
| 7    | Italien                | 374    |
| 8    | Vereinigtes Königreich | 370    |

| Rang | Team                | Punkte |
| ---- | ------------------- | ------ |
| 1    | Südkorea            | 399    |
| 2    | Kanada              | 395    |
| 3    | Volksrepublik China | 392    |
| 4    | Vereinigte Staaten  | 386    |
| 5    | Italien             | 386    |
| 6    | Japan               | 379    |
| 7    | Deutschland         | 372    |
| 8    | Frankreich          | 372    |